# Красный смех
«Красный смех» — рассказ Леонида Андреева. Произведение было написано в конце 1904 года и было опубликовано в «Сборнике товарищества „Знание“ за 1904 год», посвящённом памяти А. П. Чехова. В нём ведётся повествование об ужасах абстрактной войны и превращении человеческого общества в хаос. Произведение стало откликом писателя на трагические события Русско-японской войны, поразившие его бессмысленной жестокостью.

## Сюжет
Рассказ представлен в виде отрывков из некоей найденной рукописи.
В первой части повествование ведётся от лица безымянного рассказчика, офицера от артиллерии. Постепенно погружаясь в пучину безумия, он описывает происходящие на войне события, полностью противоречащие здравому смыслу. Ужасы войны воплощаются для него в виде страшной фигуры, которую он называет Красным смехом. Во время одного из боёв, в котором две части одной армии, ослеплённые непонятной яростью, расстреляли друг друга, герою отрывает обе ноги и его комиссуют домой. Вернувшись, он пытается возобновить нормальную жизнь, но в один день, сидя у себя в кабинете, он окончательно сходит с ума, начиная вдохновлённо писать о «цветах и песнях».
Во второй части повествование начинается от лица брата рассказчика, от которого становится известно, что герой впоследствии скончался, а фрагменты от его лица написал брат. Трудов героя первой части, которым он посвящал всё своё время, просто не было — он царапал пером без чернил на листах, думая, что пишет гениальное произведение. Сам брат рассказчика также не считает себя нормальным. Убеждённый в том, что он «должен сойти с ума», он рассказывает о том, что происходит в городе. Война продолжается, а во время антивоенного митинга в городе начинается хаос. Герой укрывается в доме, где встречает призрак брата, и они видят, как за окном повсюду появляются трупы, которые исторгает земля. Трупы появляются и в доме, заваливая героев. За окном возвышается огромная фигура Красного смеха.

## В современной культуре
Известна одноимённая песня Романа Неумоева, с рефреном «красный смех гуляет по стране», перепетая в 1990 году Егором Летовым для альбома «Инструкция по выживанию» (и затем для альбома «Прыг-скок»). Илья Кукулин отмечает сходство между этим рассказом Леонида Андреева и ранними песнями Летова в целом.
Помимо песни Романа Неумоева, существует одноименная композиция за авторством Егора Летова, записанная в рамках проекта «Коммунизм», в которой используются фрагменты текста из рассказа Андреева.